# Anton Haus
Anton Johann Haus (13. června 1851 Tolmin – 8. února 1917 Pula) byl rakousko-uherský admirál. U c. k. námořnictva sloužil od roku 1869, absolvoval několik cest kolem světa, uplatnil se jako pedagog a později zastával vysoké funkce v námořní administraci. V letech 1913–1917 byl vrchním velitelem námořnictva a za první světové války proslul jako prozíravý stratég na Jadranu. Jako jediný rakousko-uherský námořní důstojník dosáhl nejvyšší hodnosti velkoadmirála. 

## Život

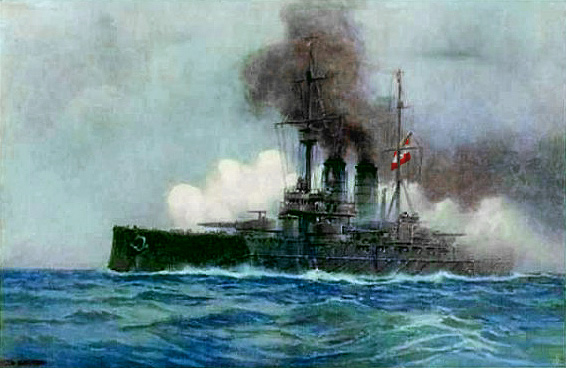
SMS Erzherzog Franz Ferdinand, vlajková loď admirála Hause 1908–1910

Narodil se do slovinsky mluvící rodiny v Tolminu ve Slovinsku, jeho otcem byl podnikatel a statkář Josef Haus (1817–1859). Anton studoval na gymnáziu v Lublani a v roce 1869 vstoupil k rakousko-uherskému námořnictvu. Prošel výcvikem na školní lodi SMS Adria, na lodích SMS Minerva a SMS Helgoland se poté plavil po Středomoří a na Blízký východ. V roce 1873 získal hodnost praporčíka s přidělením k Hydrografickému úřadu v Pule, kde později sloužil také u námořního arzenálu nebo u jednotek námořní pěchoty. V roce 1875 absolvoval kurz pro důstojníky dělostřelectva a kromě služby u válečného námořnictva se uplatnil i jako navigační důstojník na dopravních lodích. Postupoval v hodnostech (poručík II. třídy 1882, poručík I. třídy 1885). Na korvetě SMS Frundsberg absolvoval v letech 1885–1886 cestu na Cejlon. V letech 1886–1890 vyučoval na C. k. námořní akademii v Rijece a zde také sepsal v roce 1891 práci Grundzüge der Ozeanographie und maritimen Meteorologie (Základy oceánografie a námořní meteorologie).
K datu 1. listopadu 1894 byl povýšen do hodnosti korvetního kapitána a na výcvikové lodi SMS Alpha doprovázel na cestách kadety námořní akademie. Působil také u sborového námořního velitelství v Pule, krátce v prezidiální kanceláři námořní sekci na ministerstvu války a v letech 1898–1900 byl přednostou IV. odboru u Námořního technického výboru. Mezitím získal hodnost fregatního kapitána (1. listopadu 1897). V dubnu 1900 převzal velení korvety SMS Donau, s níž odcestoval na Dálný východ. K datu 1. ledna 1901 byl povýšen do hodnosti kapitána řadové lodi a jako velitel křižníku SMS Kaiserin und Königin Maria Theresia se zúčastnil mezinárodních operací při potlačení boxerského povstání v Číně. Do Evropy se vrátil v lednu 1902 a byl přidělen ke sborovému námořnímu velitelství v Pule. V létě 1902 doprovázel na císařské jachtě SMS Miramar arcivévodu Františka Ferdinanda při manévrech námořnictva. 
Po návratu z východní Asie působil ve Vídni na ministerstvu války, kde zastával funkci přednosty prezidiální kanceláře námořní sekce (1902–1905). Krátce před odchodem z ministerstva byl povýšen do hodnosti kontradmirála (1. listopadu 1905). V letech 1905–1906 byl velitelem záložní eskadry složení z bitevních lodí SMS Wien (velitel Konstantin von Schwarz), SMS Monarch (velitel Eugen von Chmelarž a SMS Budapest (velitel Maximilian Njegovan). V květnu 1907 byl přidělen ke sborovému námořnímu velitelství v Pule a téhož roku byl od května do října členem rakousko-uherské delegace na  II. mírové konferenci v Haagu V lednu 1908 byl jmenován zástupcem velitele námořní základny v Pule a v letech 1908–1910 byl na vlajkové lodi SMS Erzherzog Franz Ferdinand velitelem eskadry. K datu 1. listopadu 1910 získal hodnost viceadmirála a v letech 1910–1912 působil ve funkci prezidenta Námořního technického výboru. V červenci 1912 převzal funkci inspektora námořnictva a v únoru 1913 se po Rudolfu Montecuccolim stal vrchním velitelem rakousko-uherského námořnictva, respektive šéfem námořní sekce na ministerstvu války. Dne 1. května 1913 dosáhl hodnosti admirála.  Jako velitel námořnictva využíval admirálskou jachtu SMS Lacroma, od srpna 1914 byl jeho vlajkovou lodí SMS Viribus Unitis.

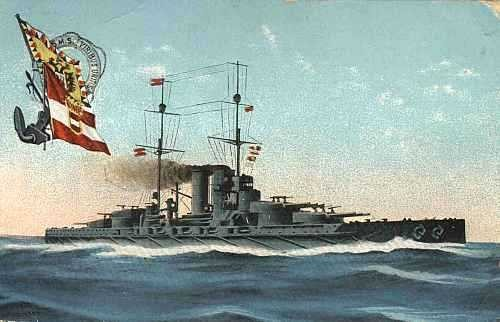
SMS Viribus Unitis, vlajková loď admirála Hause za první světové války

Za první světové války vedl své loďstvo s opatrností (velké bitevní lodě opustily pulský přístav jen dvakrát), přesto (nebo právě proto) se mu podařilo dosáhnout nad početně silnějším nepřítelem několika vítězství. Někdy bývá kritizován za udílení rakousko-uherské imatrikulace německým ponorkám, čímž jim umožnil vést neomezenou ponorkovou válku na Středozemním moři, aniž by se zhoršily vztahy neutrálních zemí s Německem. Dne 28. května 1916 byl povýšen na velkoadmirála.
V lednu 1917 se těžce nachladil v nevytopeném vlaku cestou z Vídně do Puly a následky zápalu plic zemřel 8. února 1917 na palubě lodi SMS Viribus Unitis. Smuteční rozloučení se konalo o dva dny později 10. února, zúčastnil se jej císař Karel I., arcivévodové Bedřich a Karel Štěpán, za armádu náčelník generálního štábu Franz Conrad von Hötzendorf, ministr války Alexander von Krobatin, ministr zeměbrany Friedrich von Georgi, dále také terstský místodržitel Alfred von Fries-Skene. Námořnictvo reprezentovali velitel námořní základny v Pule admirál Eugen von Chmelarž a také Hausův nástupce ve funkci vrchního velitele námořnictva Maximilian Njegovan. Anton Haus byl původně pochován na námořním hřbitově v Pule, v roce 1925 byly jeho ostatky přeneseny na hřbitov ve vídeňské čtvrti Hütteldorf.
Od roku 1887 byl ženatý s Annou, rozenou Trenzovou (1857–1924). Z manželství se narodili čtyři synové, z nichž Walter (1890–1891) a Walter (1897–1901) zemřeli v dětství. Nejstarší syn Otto Johann (1888–1969) vystudoval medicínu a byl vojenským lékařem, další syn Leo Anton (1891–1965) byl důstojníkem v c. k. armádě. 

## Tituly a ocenění
Ve funkci vrchního velitele námořnictva obdržel v roce 1913 titul c. k. tajného rady s nárokem na oslovení Excelence. Byl čestným členem C. k. zeměpisné společnosti a C. k. meteorologické společnosti, v roce 1916 získal čestný doktorát na vídeňské Technické univerzitě. Dále získal čestné občanství v Rijece a v černohorských městech Castelnuovo a Tivat. Během kariéry u námořnictva se stal nositelem řady vyznamenání v Rakousku-Uhersku i v zahraničí. In memoriam mu byl v roce 1917 udělen prestižní Vojenský řád Marie Terezie, s nímž byl na základě řádových stanov spojen nárok na titul barona. Do stavu svobodných pánů byla povýšena vdova Anna s dětmi v roce 1918 (diplom vystaven k datu 1. srpna 1918).

### Rakousko-Uhersko

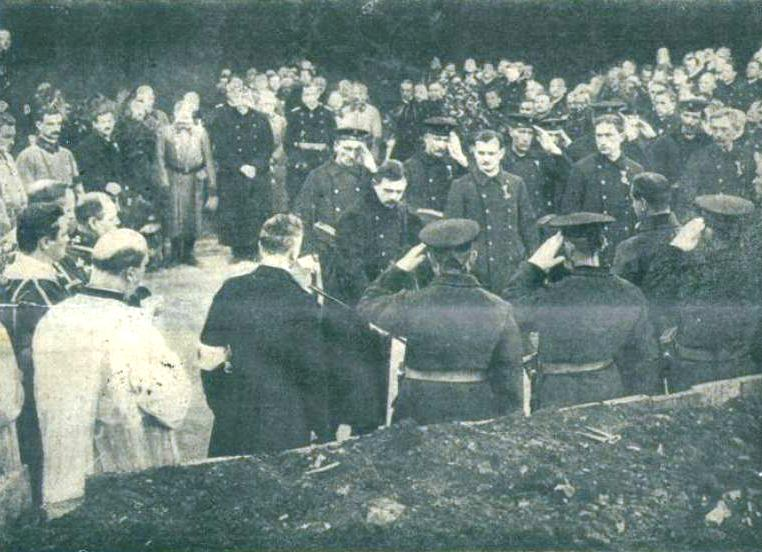
Pohřed admirála Hause v Pule 10. února 1917 za účasti císaře Karla I.

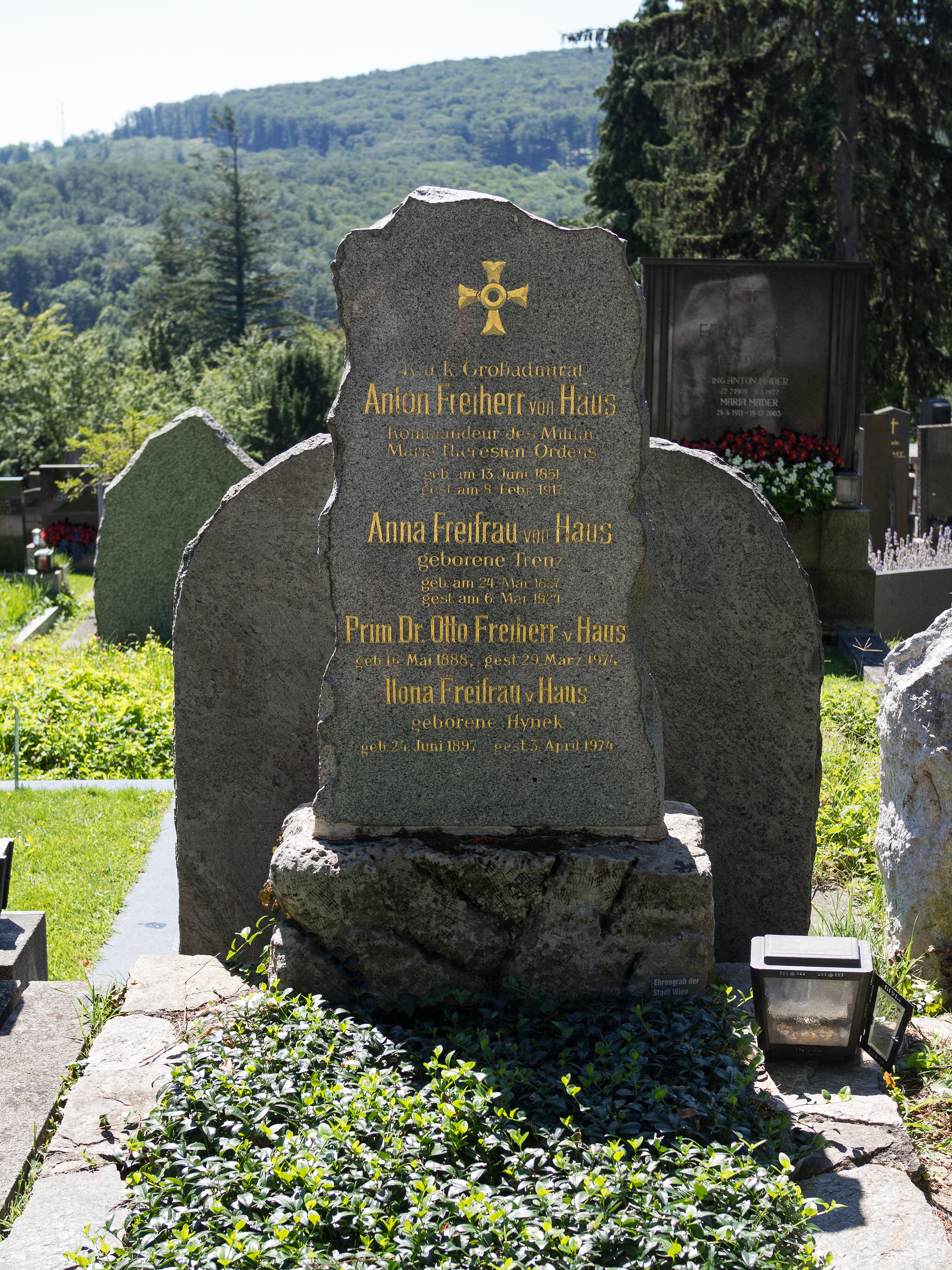
Hrob admirála Antona Hause ve Vídni

- Vojenský záslužný kříž (1890)
- Služební odznak pro důstojníky (1894)
- Jubilejní pamětní medaile (1898)
- Řád železné koruny III. třídy (1902)
- rytířský kříž Leopoldova řádu (1905)
- komturský kříž Řádu Františka Josefa (1907)
- Vojenský jubilejní kříž (1908)
- Služební odznak pro důstojníky II. třídy (1909)
- Mobilizační kříž (1913)
- Řád železné koruny I. třídy (1913)
- Vojenský záslužný kříž I. třídy s válečnou dekorací (1915)
- Vyznamenání za zásluhy o Červený kříž s válečnou dekorací (1915)
- velkokříž Leopoldova řádu s válečnou dekorací (1916)
- komandérský kříž Řádu Marie Terezie (1917, in memoriam)

### Zahraničí
- Řád pruské koruny I. třídy (1910, Německo)
- Řád knížete Danila I. I. třídy (1910, Černá Hora)
- Námořní záslužný kříž III. třídy (1910, Španělsko)
- velkokříž Řádu červené orlice (1914, Německo)
- Železný kříž II. třídy (1915, Německo)
- Železný kříž I. třídy (1915, Německo)